# Вітебськ
Ві́тебськ (біл. Ві́цебск, Viciebsk, рос. Витебск) — місто у Білорусі, адміністративний центр Вітебської області, порт на річці Західна Двіна при впаданні в неї річки Вітьба. Населення (тисяч мешканців): 1987 — 347; 2004 — 353,3.

## Історія

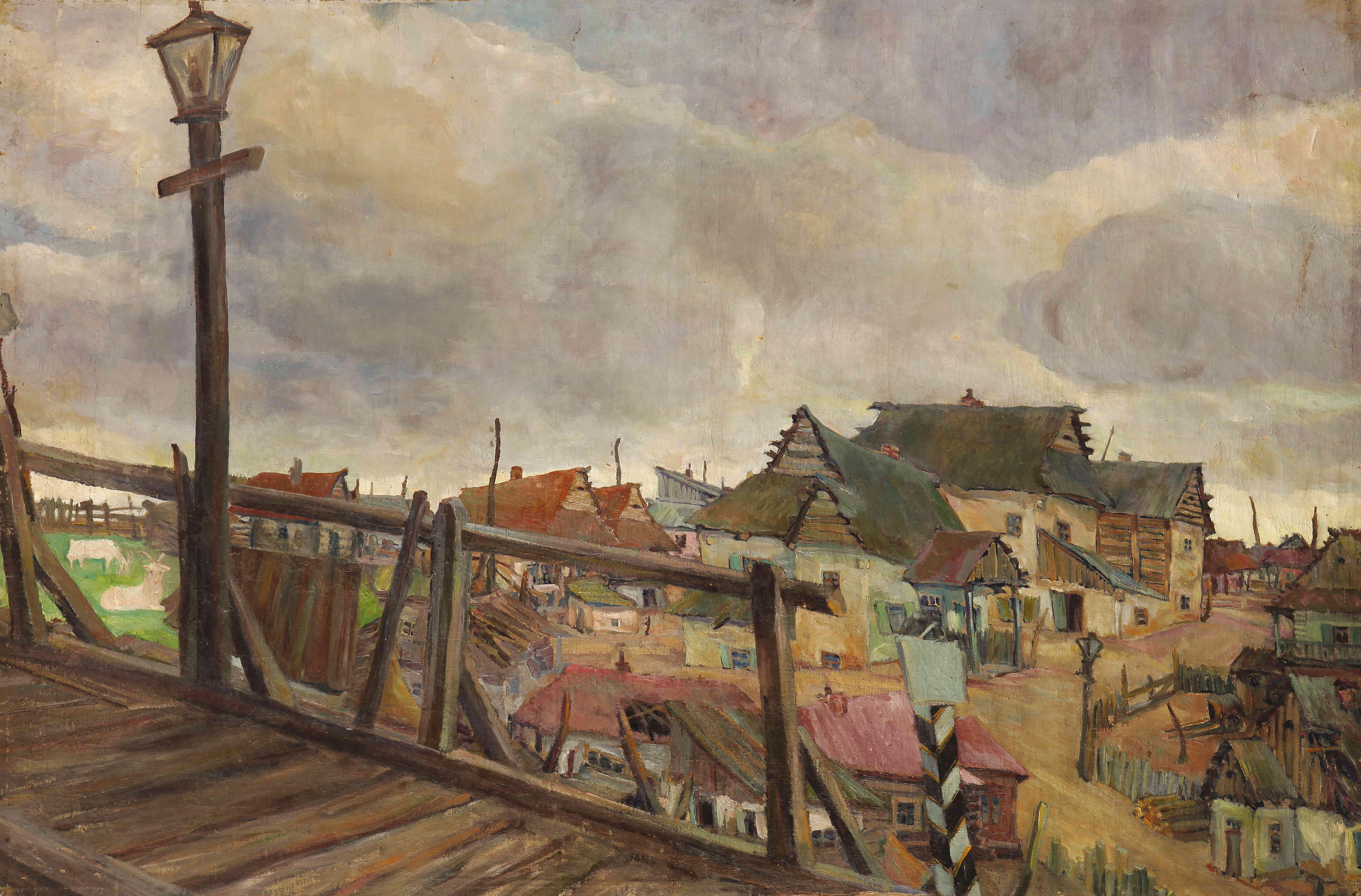
Абрам Маневич. Старий Вітебськ

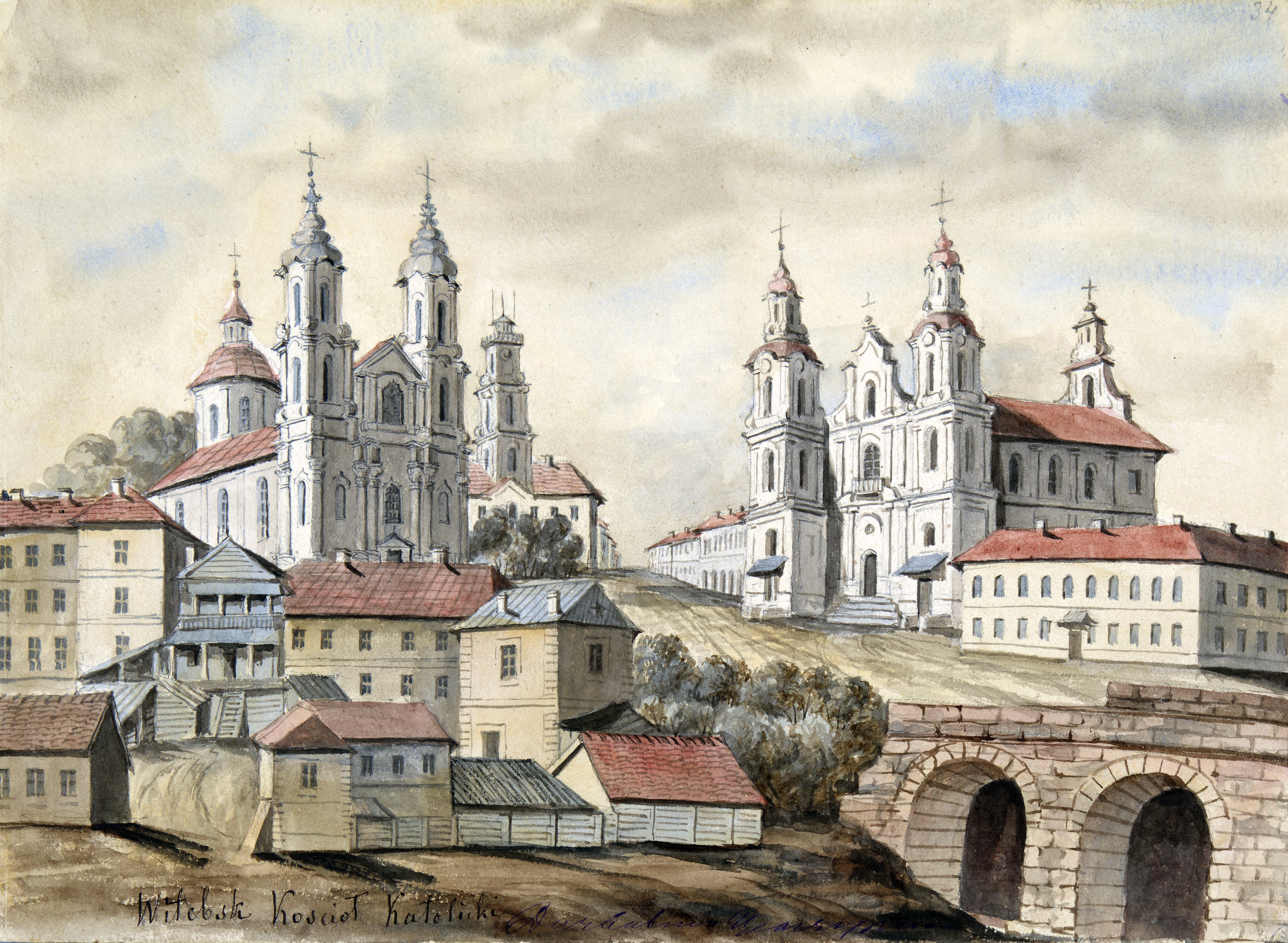
Вітебськ на початку 19 ст.

Вітебськ (літописний Відбеск, Відебськ, Вітьбеськ, Вітепеск) засновано в 974 (є версії — у 947 та 914). Свою назву отримав від річки Вітьби, на якій його й закладено. Оборонне місто кривичів.
1021 року місто приєднано до Полоцького князівства. З 1101 — столиця удільного Вітебського князівства.
З 1320 року в кордонах Литви, користується певною самостійністю.
1597 року надано магдебурзьке право.
У 1654 під час Хмельниччини місцеве населення масово підтримувало козаків, через що місцевий шляхтич Костянтин Поклонський погрожував населенню, «что головы отсечены будут, которые до войска казацкого приставать будути», тому, не бажаючи терпіти грабунків від московських, кримських та польських військ, населення міста висловило бажання приєднатися до Гетьманщини, так відповівши емісару Поклонського:

Мы хочемъ пана гетмана себѣ за полковника имѣти, нежели на всяко время умирати отъ наѣзду татарского и московского.

З 1772 року під владою Росії як центр Вітебської губернії.
У 1919—1991 роках у складі Білоруської РСР. Влітку і восени 1941 року в окупованому Вітебську німецько-нацистські загарбники та їхні посібники-поліцаї знищили в'язнів Вітебського гетто — до 20 000 осіб: старих, жінок, дітей. Основним місцем розстрілів став Туловський яр.
Пам'ятки: Благовіщенська церква (XII століття), ратуша (середина XVI століття) та ін.

## Економіка
У місті розвинуті машинобудування, електронна, хімічна, деревообробна промисловість.

## Транспорт
У місті діють трамвайні, тролейбусні і автобусні маршрути. Діє річковий транспорт. Вітебський трамвай був уведений в експлуатацію 1898 року, на рік раніше, ніж у Москві і на 9 років раніше, ніж у Санкт-Петербурзі і через 7 років після київського трамвая.

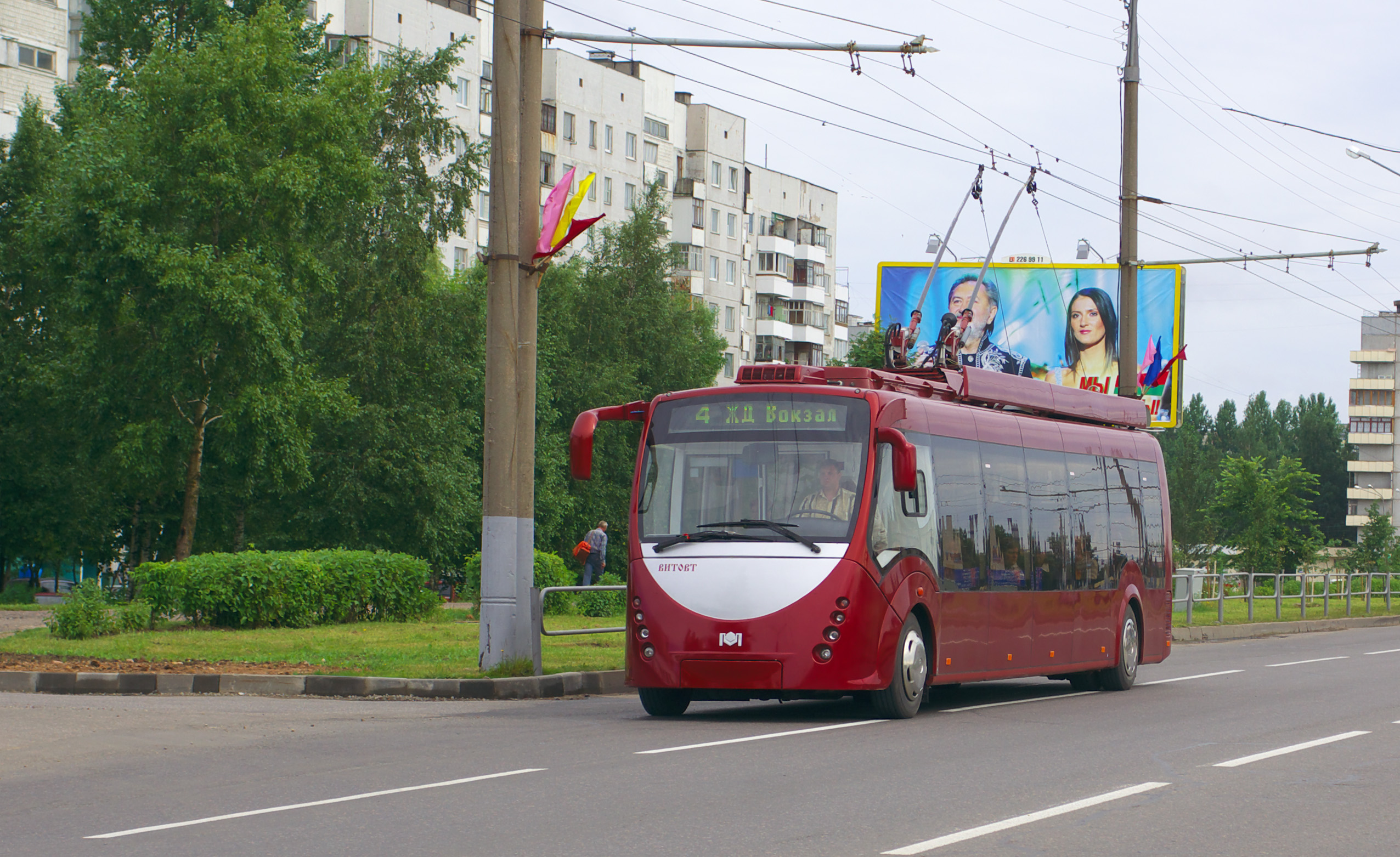
Вітебський тролейбус
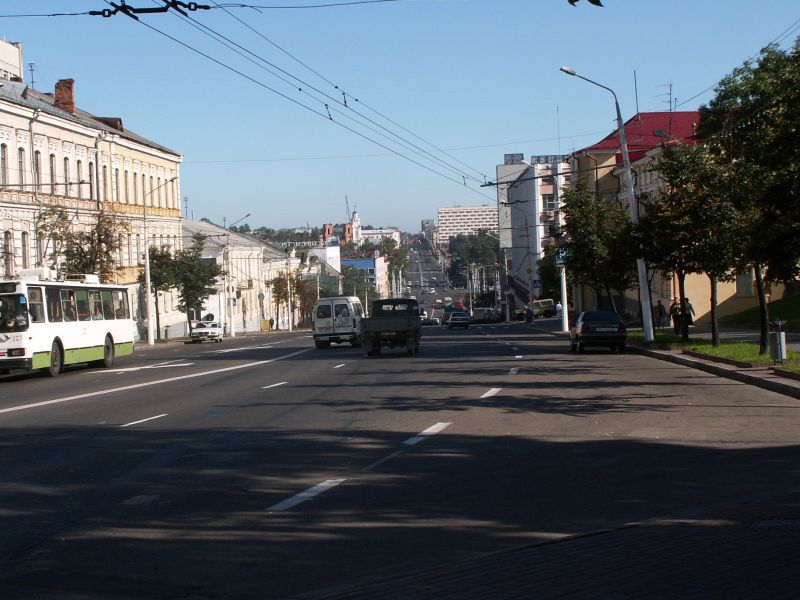
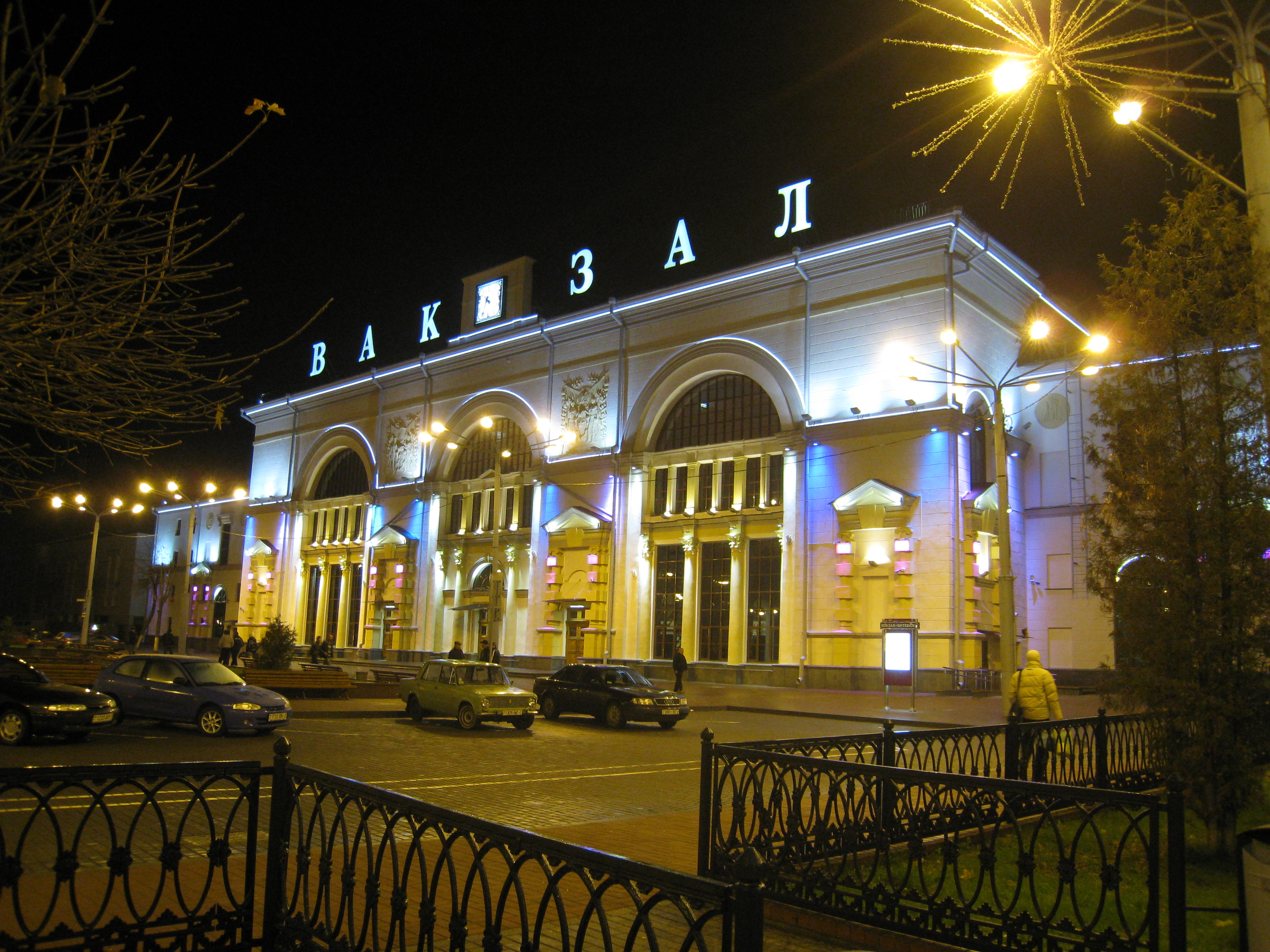
Вітебський вокзал
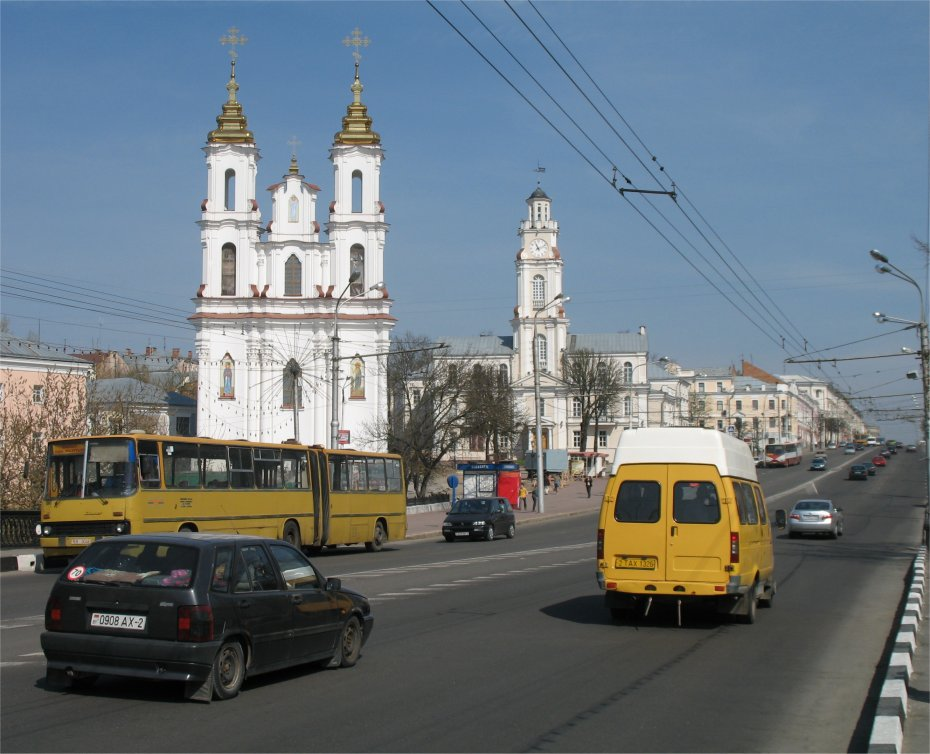
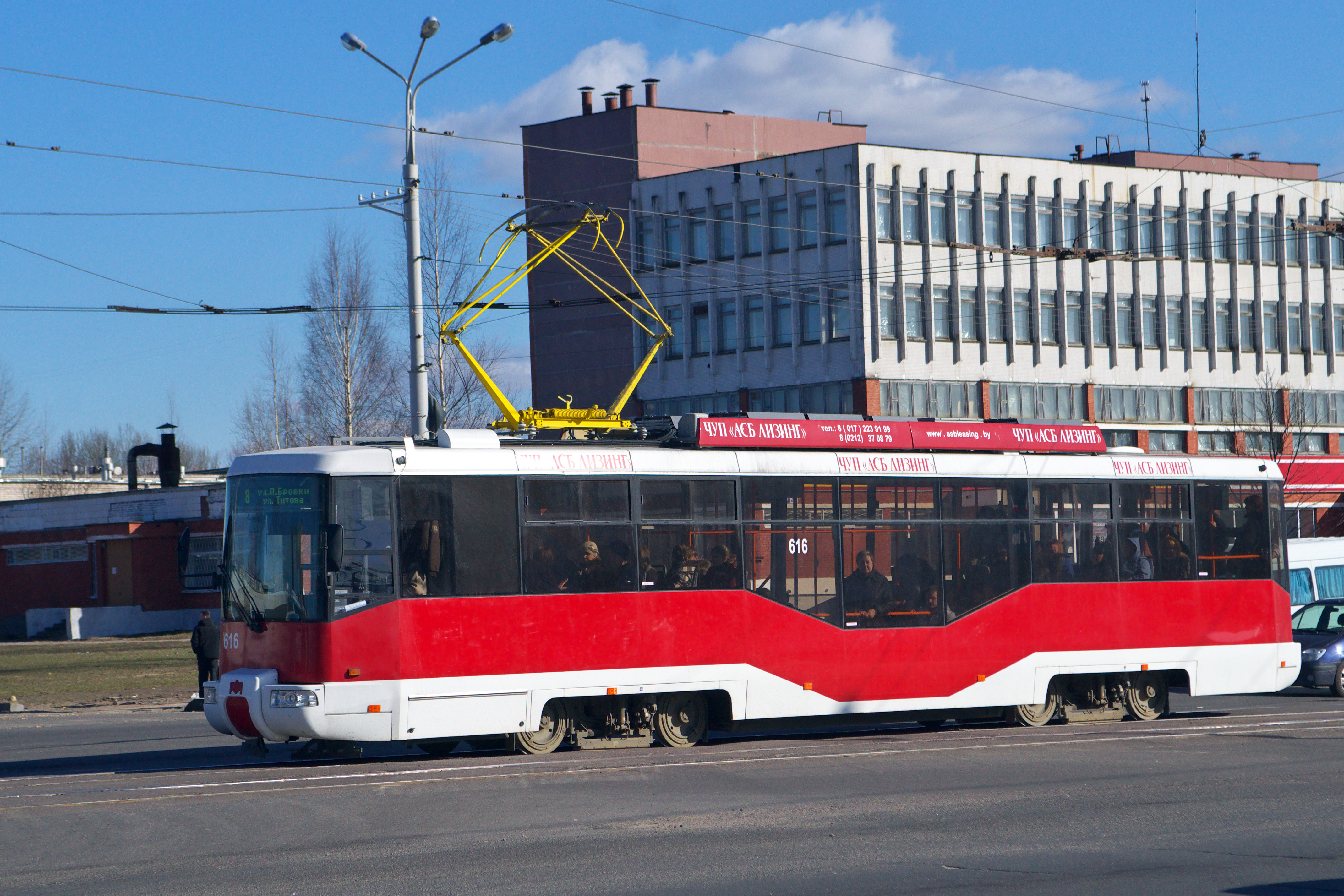
Вітебський трамвай

Вітебськ — залізничний вузол.

## Культура та освіта
Вітебськ проводить музичний фестиваль «Слов'янський базар».
Працюють 2 театри:
- Національний академічний драматичний театр імені Якуба Коласа
- Білоруський театр «Лялька»

та кілька музеїв:
- Вітебський обласний краєзнавчий музей
- Вітебський художній музей
- Вітебський музей Марка Шагала

У місті діє 4 вищі навчальні заклади, серед яких:
- Вітебський державний університет імені П. М. Машерова;
- Вітебський державний технологічний університет;
- Вітебська державна академія ветеринарної медицини;
- Вітебський державний ордена Дружби народів медичний університет.

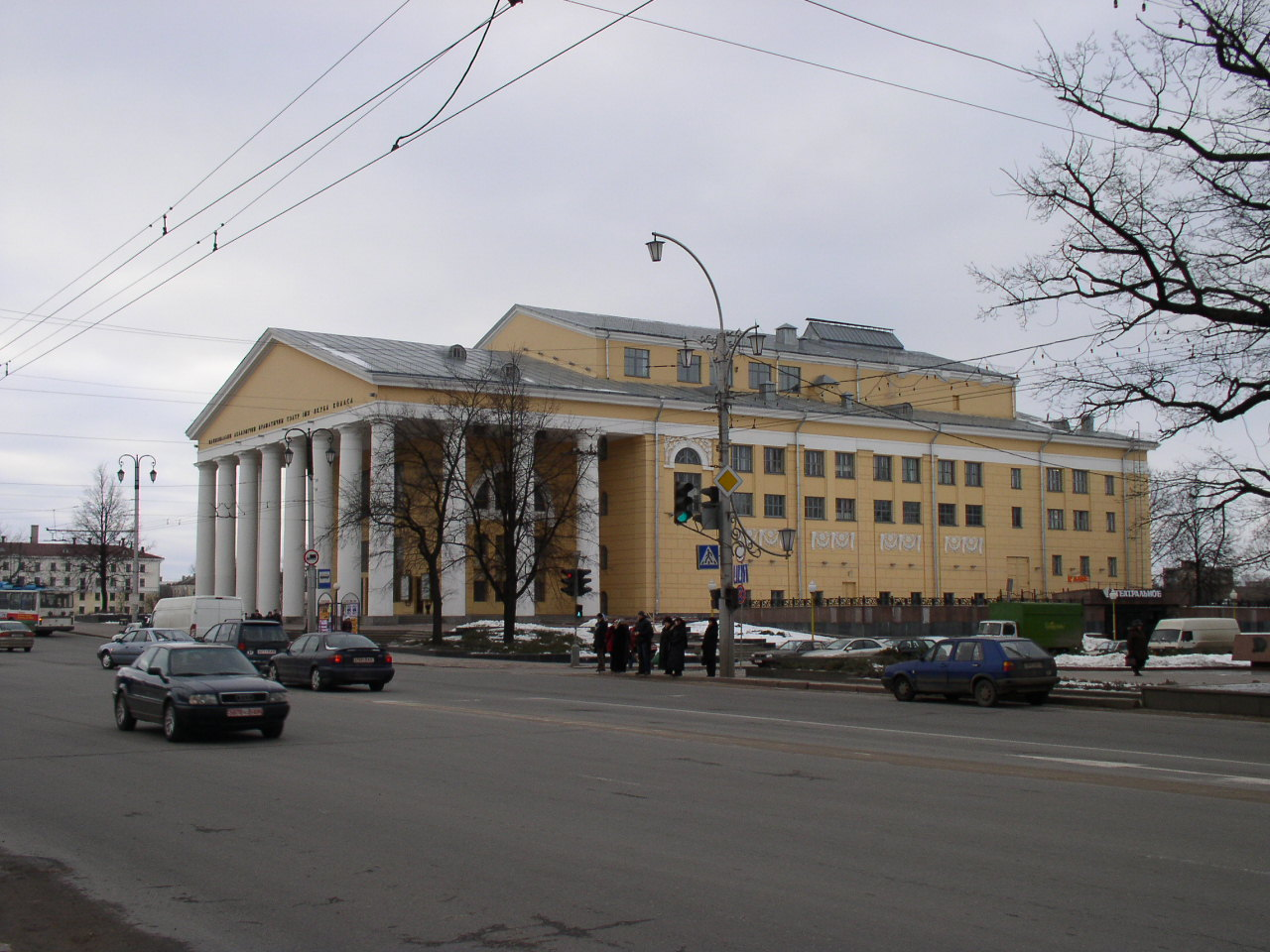
Театр ім. Якуба Коласа
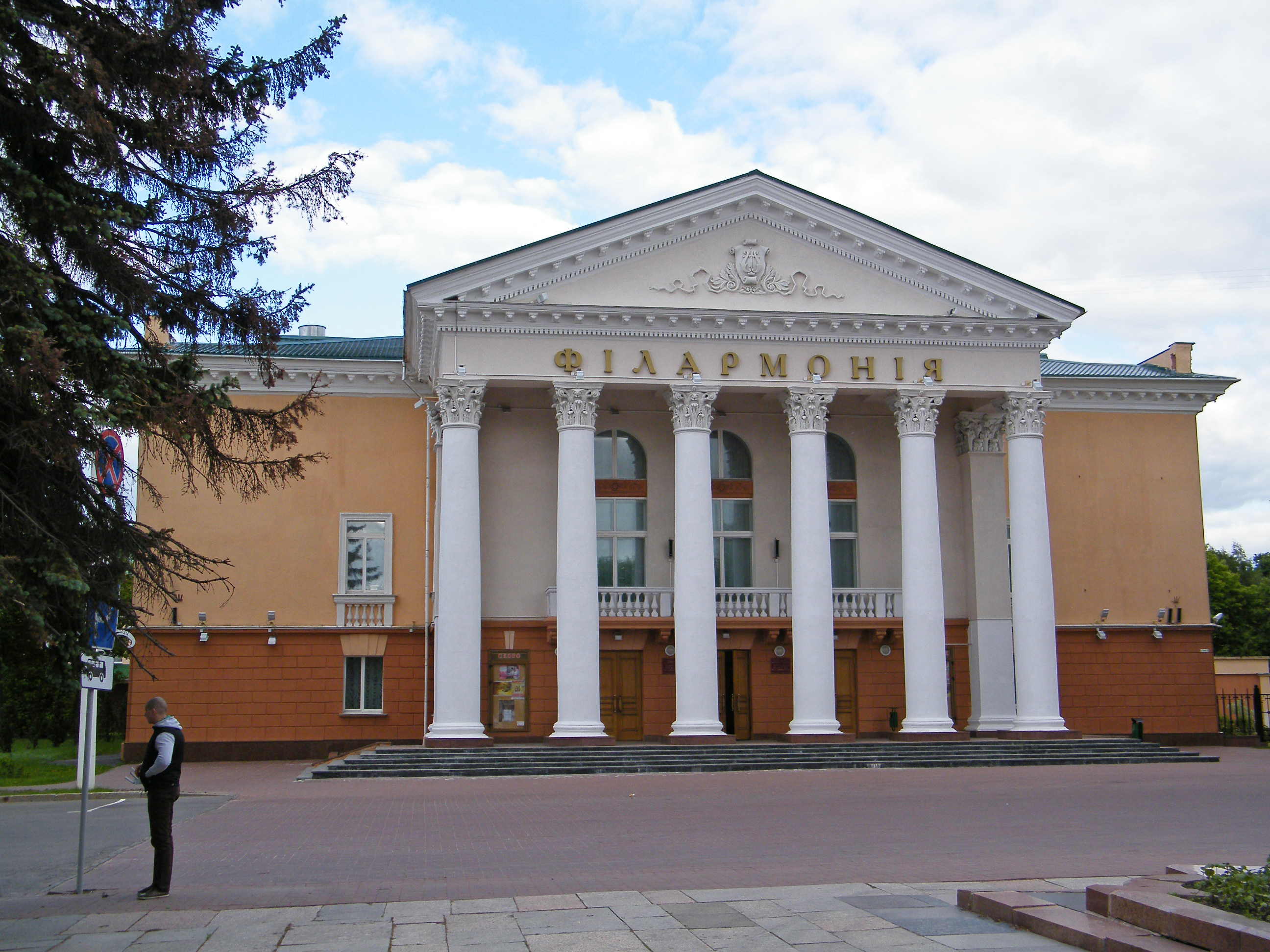
Філармонія
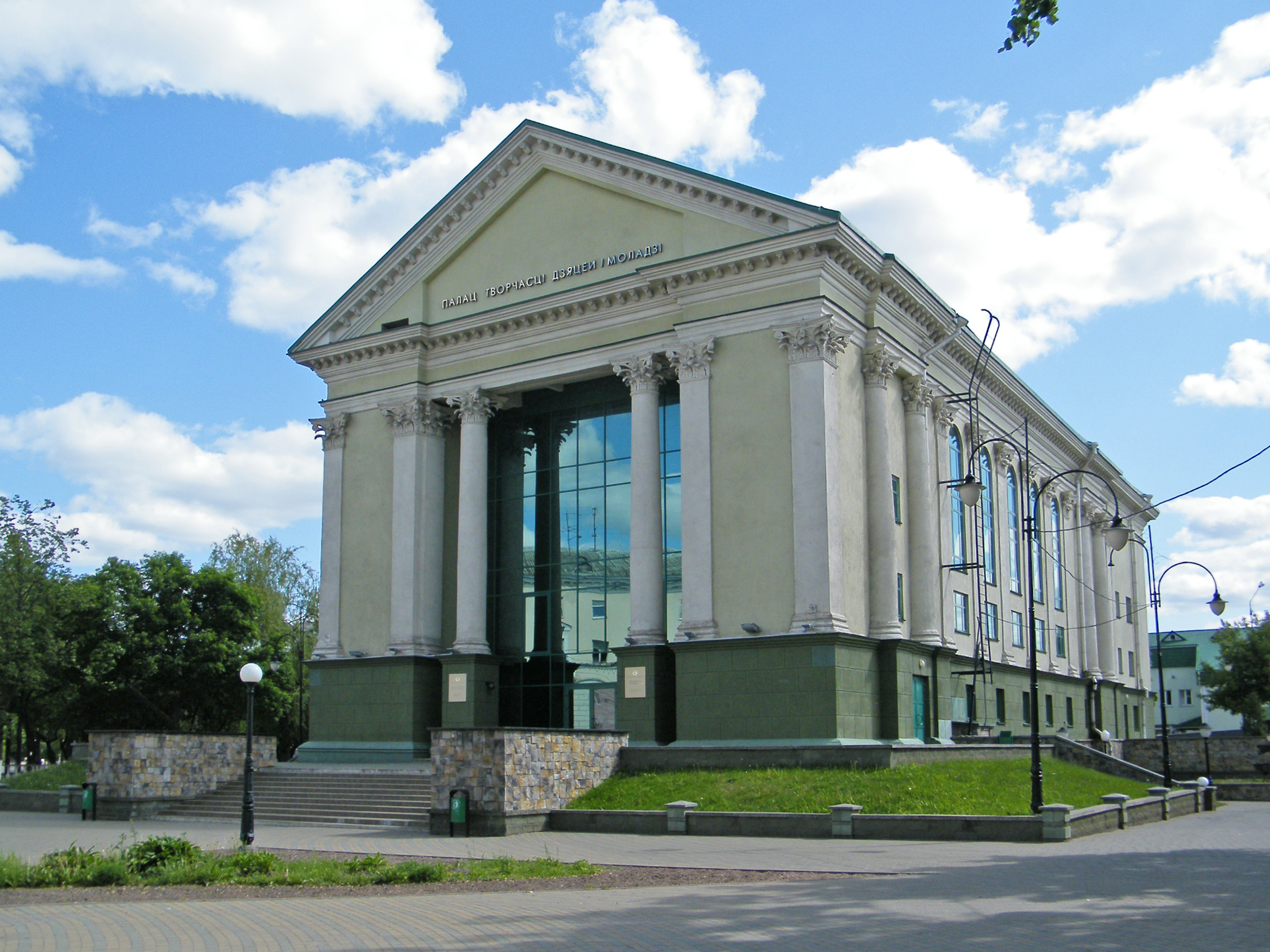
Палац творчості дітей та молоді
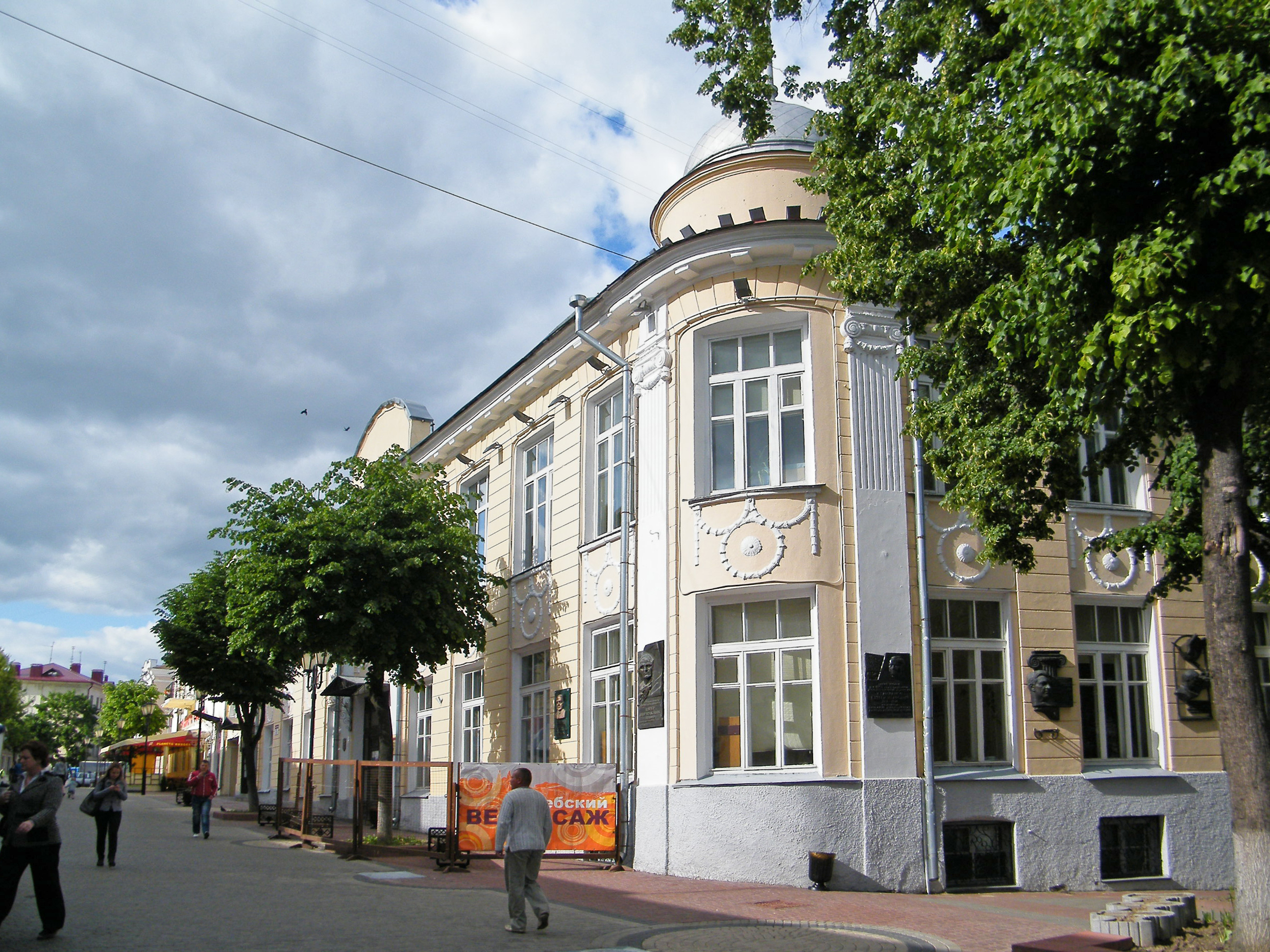
Художня школа

## Архітектура
Вітебська ратуша. 

### Храми Вітебська
У місті розташовані релігійні архітектурні будівлі: Собор Святої Варвари, Успенський собор, Покровський собор, Благовіщенська церква, Троїцький Марків монастир, Свято-Духів монастир, Воскресенська церква.

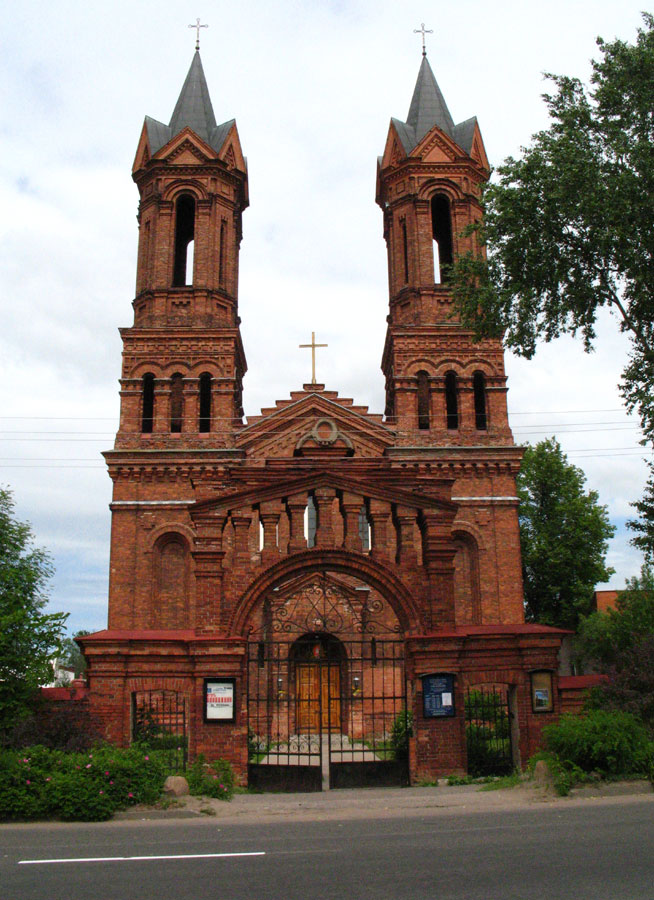
Собор Святої Варвари
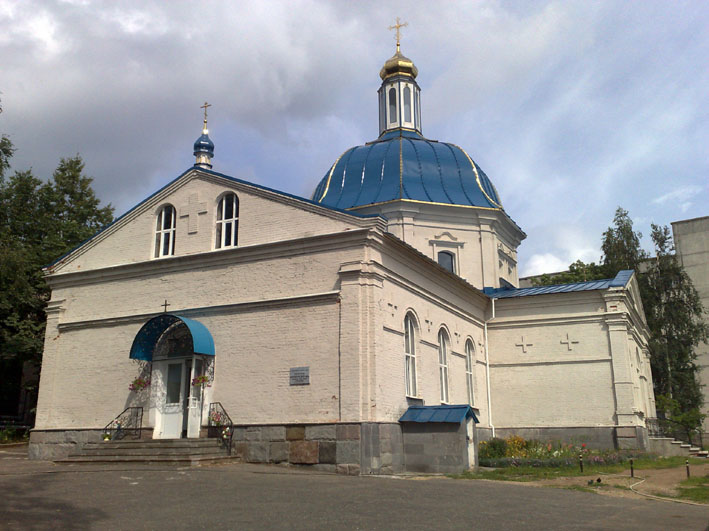
Троїцький Марків монастир
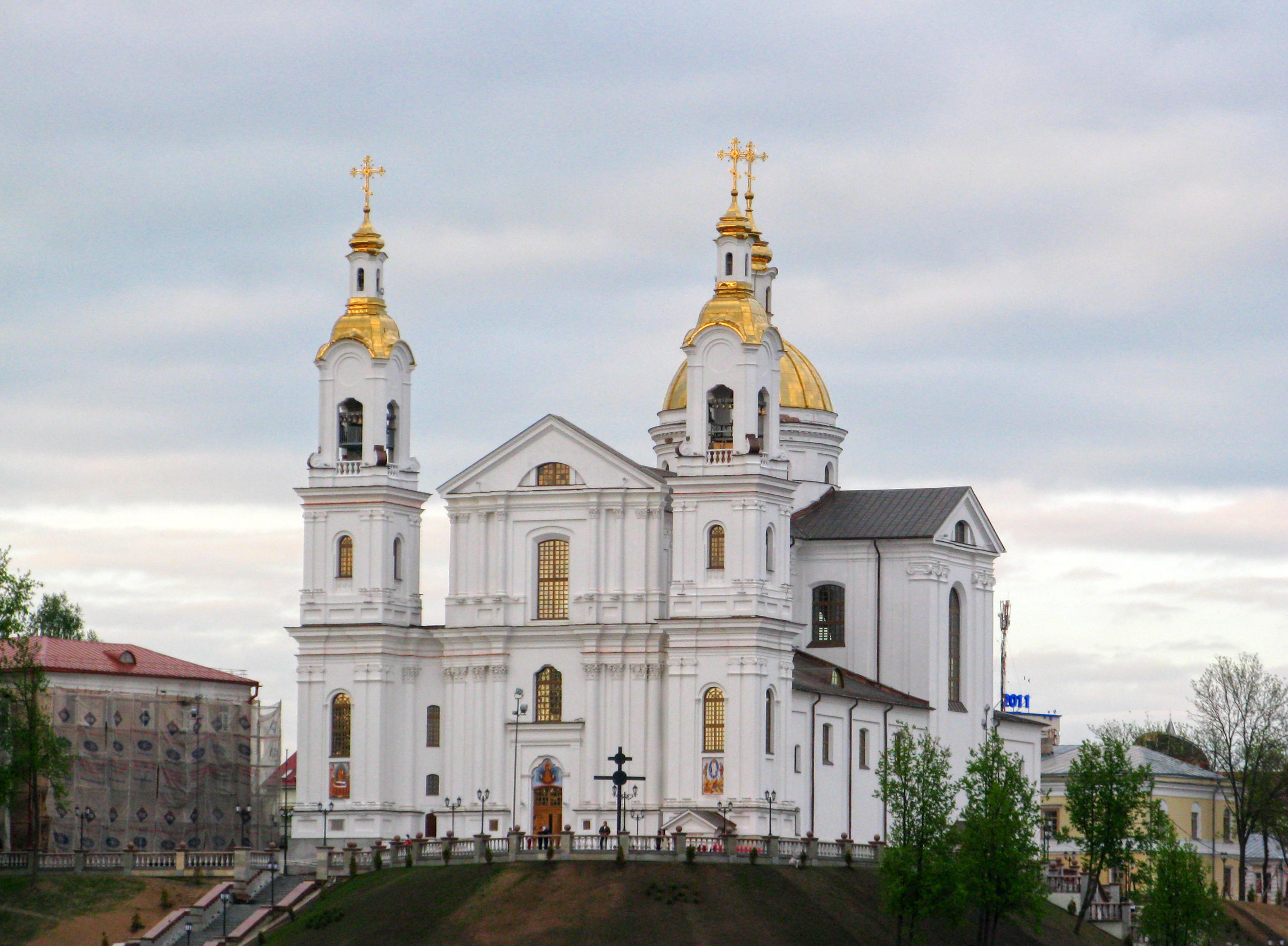
Успенський собор
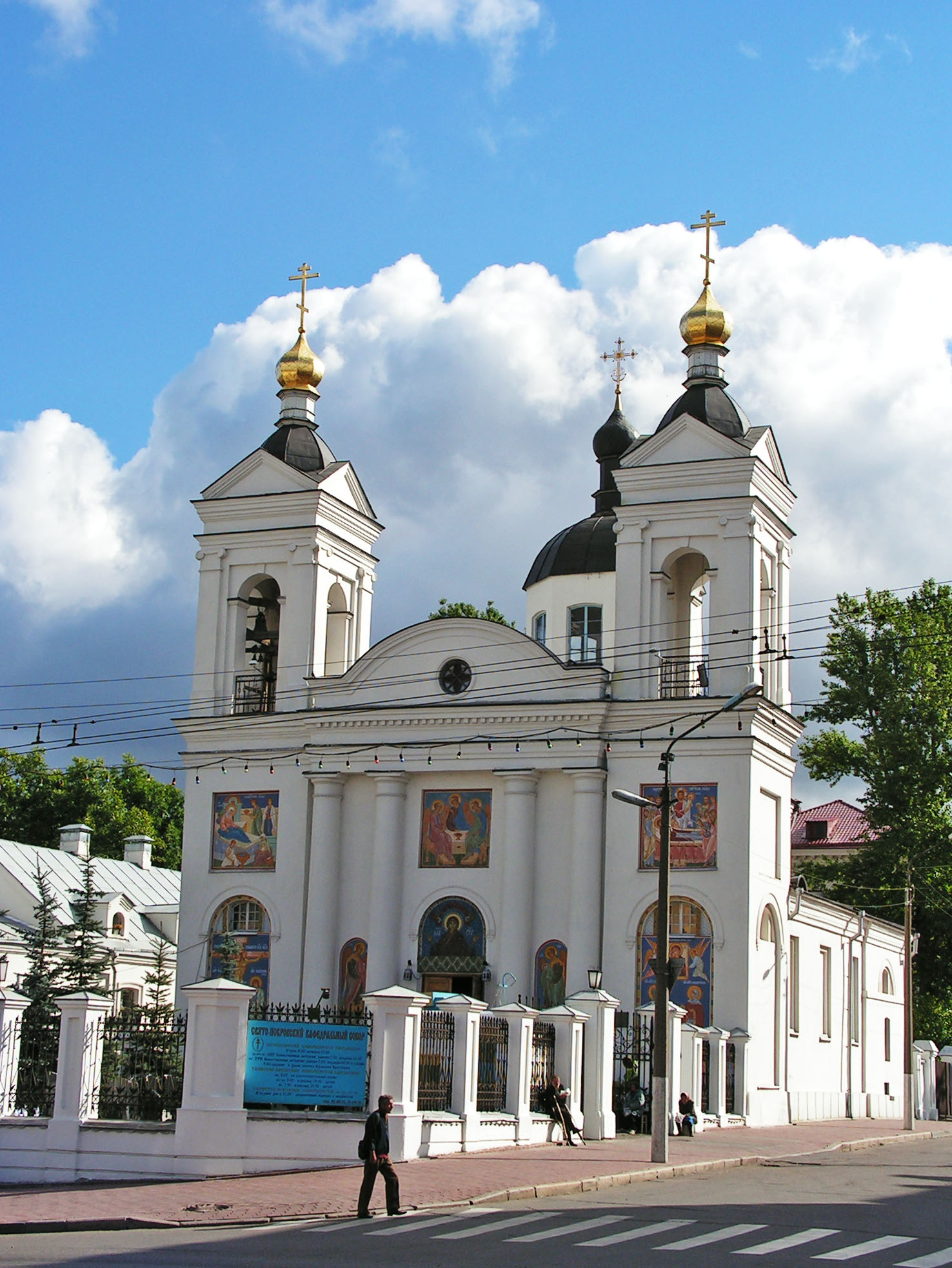
Покровський собор
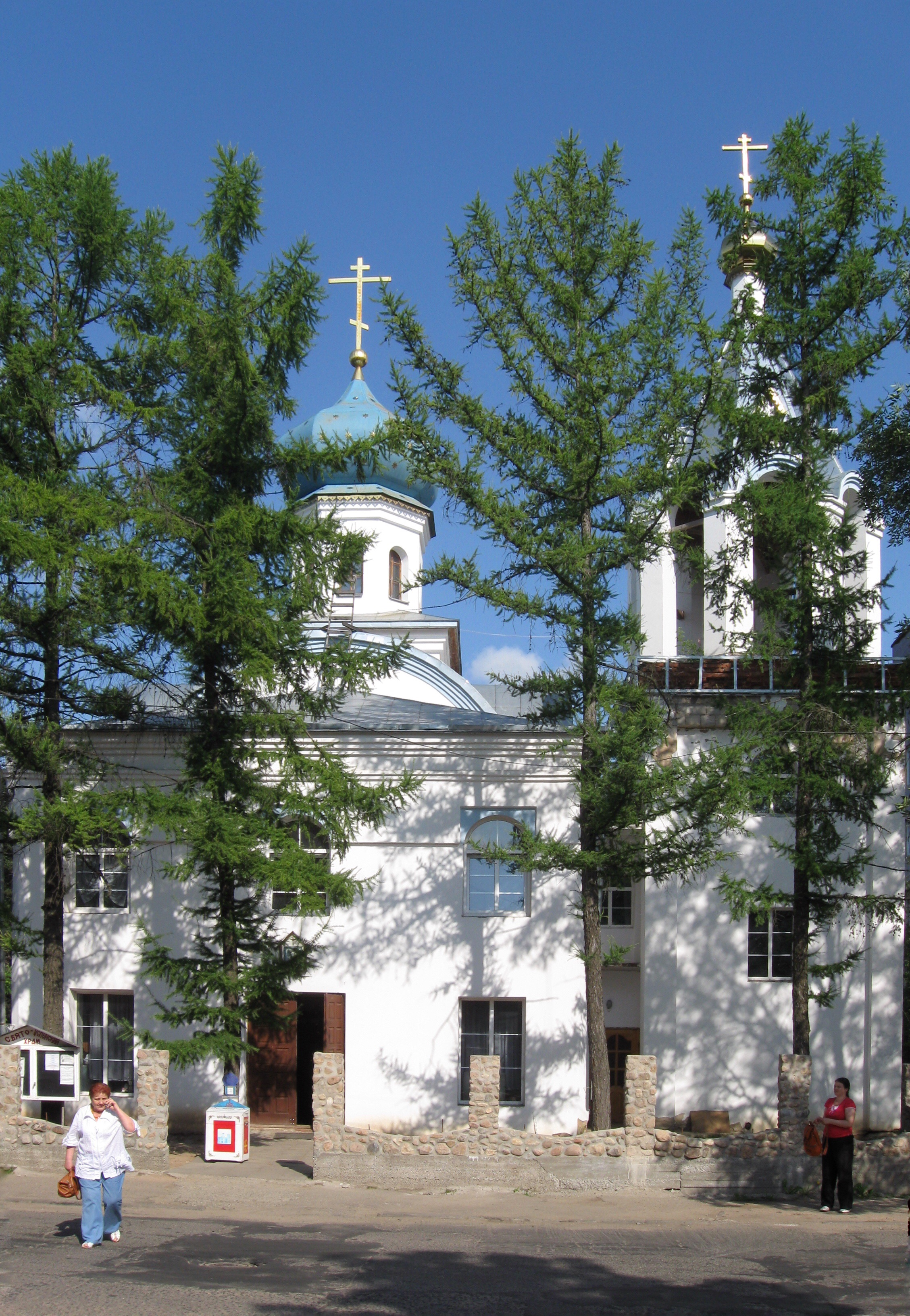
Успенський собор

## Люди
У Вітебську народилися
- Агрест Євген Романович (нар. 1966) — шведський шахіст.
- Алфьоров Жорес Іванович  (нар. 1930)  — радянський та російський фізик, лауреат Нобелівської премії з фізики 2000 року.
- Баталов Григорій Михайлович (1915—1988) — Герой Радянського Союзу.
- Васильков Микола Корнилович (1902—1973) — радянський військовик, генерал-лейтенант артилерії.
- Демидов Василь Олександрович (1921—1989) — Герой Радянського Союзу.
- Закржевський Анатолій Йосипович (1933—1987) — радянський волейболіст, почесний майстер спорту, кандидат технічних наук.
- Карач Ольга Євгенівна (нар. 1979) — журналістка, суспільний діяч.
- Кухто Микола Кузьмич — (1919—2006) — конструктор газотурбінних двигунів, лауреат Державної премії СРСР.
- Лагін Лазар Йосипович (1903—1979) — радянський письменник, журналіст та поет.
- Рабухін Олександр Юхимович (1899—1979) — український і російський фтизіатр.
- Рижі Микола Киріакович (1896—1972) — радянський військовик, генерал-полковник артилерії (1958).
- Смердов Андрій Андрійович (нар. 1936) — український учений у галузі електротехніки.
- Шагал Марк (1887—1985) — художник.
- Владислав Яковіцький (1885—1940) — польський медик, акушер-гінеколог, професор
- Кібардіна Валентина Тихонівна (1907—1988) — радянська актриса театру і кіно
- Юрєнєв Ростислав Миколайович (1912—2002) — радянський компартійний, пізніше російський кінокритик, кінознавець, педагог.
- Фрадкін Марк Григорович (1914—1990) — радянський, російський композитор.
- Неведомський Леонід Віталійович (1939—2018) — радянський і російський актор театру і кіно.
- Єрьоменко Микола Миколайович (1949—2001) — радянський, російський актор і кінорежисер